# Anders Jonas Ångström
Anders Jonas Ångström (Lögdö, Svédország, 1814. augusztus 13. – Uppsala, 1874. június 21.) svéd fizikus, a színképelemzés (spektroszkópia) egyik megalapítója, az ångström  hosszúságegység névadója.
Az Uppsalai Egyetemen végezte tanulmányait, 1839-ben egyetemi magántanár majd 1858-tól a fizikai tanszék vezetője lett, 1843-töl az uppsalai obszervatórium munkatársa. A hővezetés és a színképelemzéssel kapcsolatos kutatásokat végzett, a hő-vezetőképesség mérésére módszert dolgozott ki, és kimutatta hogy a hő-vezetőképesség és az elektromos vezetőképesség arányos. Leonhard Euler svájci fizikus rezonanciaelmélete alapján levezette a spektrumanalízis egyik elvét:
az izzásig hevített gáz ugyanolyan hullámhosszú sugarakat bocsát ki, mint amilyeneket képes elnyelni.
A Nap spektroszkópiai elemzésével felfedezte a hidrogén jelenlétét a Nap atmoszférájában. 1868-ban adta közre a normál napspektrumok nagyatlaszát, amely hosszú ideig volt alapmű. Kimutatta, hogy az elektromos szikrában két szuperponálódott spektrum jelenik meg, az egyik az elektród fémjéből, a másik abból a gázból ered, amelyen a szikra áthalad. Elsőként Ångström vizsgálta az északi fény spektrumát, észlelte és kimérte a sárga-zöld tartományban levő karakterisztikus fényes vonalat, de tévedett abban, hogy ugyanez a vonal látható az állatövi fényben is.
Angström fia, Knut Johan Angström (1857–1910) szintén fizikus volt az Uppsalai Egyetemen.